# Коле Сан Ђовани (Фрозиноне)
Коле Сан Ђовани је насеље у Италији у округу Фрозиноне, региону Лацио.
Према процени из 2011. у насељу је живело 98 становника. Насеље се налази на надморској висини од 220 м.